# Jefremiwka (obwód mikołajowski)
Jefremiwka (ukr. Єфремівка) – wieś na Ukrainie, w obwodzie mikołajowskim, w rejonie basztańskim, w hromadzie Wilne Zaporiżżia. W 2001 liczyła 316 mieszkańców, spośród których 296 wskazało jako ojczysty język ukraiński, 18 rosyjski, 1 mołdawski, a 1 białoruski.